# Appuntamento in Riviera
Appuntamento in Riviera è un film del 1962 diretto da Mario Mattoli.
La pellicola rientra nel cosiddetto genere musicarello. La première si tenne a Sanremo il 6 agosto 1962. Doppiaggio a cura della C.I.D.

## Trama
Nello studio di un avvocato due giovani sposi raccontano la loro storia. Il cantante Tony riesce a raggiungere il tanto agognato successo, e può così sposarsi con la sua fidanzata. Ma una clausola del suo contratto discografico lo obbliga a rimanere scapolo per due anni. In tal modo la casa discografica può, a scopo promozionale, diffondere pettegolezzi falsi, come quello di una relazione prima con un'attrice giapponese e poi con la famosa cantante Mina, che allarmano la moglie.

## Produzione
- Nel film compaiono il veterano attore dialettale genovese Enrico Ardizzone (nel ruolo del padre di Laura) e pure Luigi Dameri (nel ruolo del parroco) entrambi tra i comprimari più ricorrenti nelle commedie teatrali di Gilberto Govi.

### Riprese
L'inizio è ambientato a Sanremo e dintorni, mentre la casa dei genitori di Laura, apparentemente situata sulle alture di Genova, è in realtà sempre a Sanremo, nello storico quartiere della "Pigna". L'adiacente chiesa dove Tony e Laura si sposano è il Santuario della Madonna della Costa. Il finale del film è ambientato a Portofino.
Altre location includono Chioggia e Cortina d'Ampezzo, mentre il giardino della villa del commendator Bassi è in realtà il parco di Villa Taranto a Pallanza.

## Colonna sonora
Tony Renis canta: 
- Quando quando quando (testo di Alberto Testa; musica di Tony Renis)
- Piccolo indiano (testo di Mogol; musica di Tony Renis)
- Blu (testo di Mogol; musiche di Tony Renis)

Mina canta: 
- Renato (Renata) (testo di Alberto Testa; musica di Alberto Cortez)
- Improvvisamente (testo di Antonio Amurri; musica di Gianni Ferrio)
- Vola vola da me (testo di Alberto Testa; musica di Vittorio Buffoli)